# القوة بين المغناطيسات
تؤثر المغناطيسات على بعضها بقوى وعزم دوران وفقًا لقواعد الكهرومغناطيسية. ترجع قوى مجال جذب المغناطيسات إلى تيارات ميكروسكوبية من الإلكترونات المشحونة كهربيًا التي تدور حول الأنوية والمغناطيسية الداخلية للجسيمات الأساسية (مثل الإلكترونات) التي تتكون منها المادة. صُممت النماذج لكل منهما بصورة جيدة إذ يُطلق على الحلقات شديدة الصغر ثنائيات القطب المغناطيسية التي تنتج مجالها المغناطيسي الخاص بها وتتأثر بالمجالات المغناطيسية الخارجية. ولذلك فإن القوة الأساسية بين المغناطيسات هي التفاعل بين ثنائيات القطب المغناطيسية. إذا عُرفت كل ثنائيات القطب المغناطيسية التي يتألف منها المغناطيسان، يمكننا تحديد محصلة القوى على كلا المغناطيسَين عن طريق جمع كل هذه التفاعلات بين ثنائيات القطب للمغناطيس الأول والمغناطيس الثاني.
غالبًا ما تكون الطريقة الأمثل لوضع نموذج للقوى بين المغناطيسَين هي أن تكون بين أقطاب مغناطيسية «ممسوح» عليها شحنات مغناطيسية. دائمًا ما تكون الشحنات المغناطيسية الموجبة والسالبة متصلة بخيط من المادة الممغنطة وأما الشحنة المغناطيسية المعزولة فلا وجود لها. يعمل هذا النموذج جيدًا في التنبؤ بالقوى بين المغناطيسات البسيطة حيث تتوافر نماذج جيدة عن كيفية توزيع «الشحنة المغناطيسية».

## الأقطاب المغناطيسية مقابل التيارات الذرية
المجال المغناطيسي للمغناطيس هو محصلة المجالات من كل عناصر الحجم الممغنطة، التي تتكون من ثنائيات قطب مغناطيسية صغيرة على المستوى الذري. يتطلب الجمع المباشر لكل مجالات ثنائيات القطب تلك تكاملًا ثلاثي الأبعاد، فقط للحصول على مجال مغناطيس واحد، وهو الأمر الذي قد يكون معقدًا.
في حالة المغنطة المتجانسة، يمكن تبسيط المشكلة على الأقل بطريقتين مختلفتين، باستخدام نظرية ستوكس. عند تطبيق التكامل على طول اتجاه المغنطة، تلغي جميع ثنائيات القطب على طول خط التكامل بعضها، باستثناء السطح النهائي للمغناطيس. ومن ثم يظهر الحقل فقط من تلك الشحنات المغناطيسية (الرياضية) المنتشرة على نهايتي المغناطيس. وهذا ما يسمى نموذج غيلبرت. على العكس من ذلك، عند التكامل فوق منطقة ممغنطة متعامدة مع اتجاه المغنطة، فإن ثنائيات القطب في المنطقة تلغي بعضها، باستثناء السطح الخارجي للمغناطيس، فتتلخص (رياضيًا) في تيار حلقي. وهذا ما يسمى نموذج أمبير. في كلا النموذجين، يجب مراعاة توزيعات ثنائية الأبعاد فقط على سطح المغناطيس، وهو أبسط من المشكلة الأصلية ثلاثية الأبعاد.
نموذج أمبير: في نموذج أمبير، تحدث كل المغنطة بسبب تأثير التيارات المقيدة الدائرية الميكروسكوبية أو الذرية، التي يُطلق عليها تيارات أمبيرية على مدار المادة. ومحصلة تأثير هذه التيارات المقيدة الميكروسكوبية هي جعل المغناطيس يتصرف كما لو كان هناك تيار كهربي ماكروسكوبي يتدفق في حلقات داخل المغناطيس بحيث يكون المجال المغناطيسي طبيعيًا بالنسبة للحلقات. ومن ثَم نحصل على المجال وَفقًا لمثل هذه التيارات من خلال قانون بيوت- سافارت. يعطي نموذج أمبير كثافة التدفق المغناطيسي الصحيحة B داخل المغناطيس وخارجه. أحيانًا يكون من الصعب حساب التيارات الأمبيرية على سطح المغناطيس.
نموذج غلبرت: في نموذج غلبرت، نتخيل أن الأسطح القطبية للمغناطيس الدائم مغطاة بما يُسمى الشحنة المغناطيسية، جسيمات القطب الشمالي على القطب الشمالي و جسيمات القطب الجنوبي على القطب الجنوبي، وهي مصدر خطوط المجال المغناطيسي. ونحصل على المجال وفقًا للشحنات المغناطيسية من قانون كولوم بشحنات مغناطيسية بدلًا من شحنات كهربية. إذا عُرف توزيع القطب المغناطيسي، فإن نموذج القطب سيعطي التوزيع الدقيق لشدة المجال المغناطيسي H في داخل المغناطيس وخارجه. تتوزع الشحنات على السطح بصورة متجانسة، إذا كان المغناطيس مُمغنط بصورة متجانسة وله جوانب مستوية (مثل أسطوانة أو منشور). يُطلق على نموذج القطب هذا، نموذج غلبرت لثنائيات القطب المغناطيسية.

### عزم ثنائي القطب المغناطيسي
غالبًا ما يوصف المجال المغناطيسي بعيدًا عن المغناطيس (بتقريب جيد) من خلال مجال ثنائي القطب يتميز بمجموع عزم ثنائي القطب المغناطيسي،m . هذا صحيح بغض النظر عن شكل المغناطيس، طالما أن العزم المغناطيسي لا يساوي الصفر. من خصائص حقل ثنائي القطب أن قوة المجال تسقط بشكل عكسي مع مكعب المسافة من مركز المغناطيس.
وبالتالي، فإن العزم المغناطيسي للمغناطيس هو مقياس لقوته وتوجهه. يوجد عزم مغناطيسي لحلقات التيار الكهربائي وقضبان المغناطيس وللإلكترونات والجزيئات والكواكب. بتعبير أدق، يشير مصطلح العزم المغناطيسي عادةً إلى عزم ثنائي القطب المغناطيسي للنظام، والذي ينتج الحد الأول في التوسع متعدد الأقطاب [ملاحظة 1] للمجال المغناطيسي العام.
يتناسب كل من عزم الدوران والقوة اللذان يؤثر بهما المجال المغناطيسي الخارجي على مغناطيس، طرديًا مع العزم المغناطيسي للمغناطيس. والعزم المغناطيسي متجه: له مقدار واتجاه. اتجاه العزم المغناطيسي من القطب الجنوبي إلى القطب الشمالي (داخل المغناطيس). فمثلًا، اتجاه العزم المغناطيسي لقضيب مغناطيسي مثل الذي يوجد في البوصلة هو الاتجاه الذي يشير له الأقطاب الشمالية.
في نموذج أمبير الصحيح فيزيائيًا، يتسبب في عزم ثنائي القطب المغناطيسي حلقات صغيرة للغاية من التيارات. يُحسب عزم ثنائي القطب المغناطيسي لحلقة صغيرة بما يكفي من التيار، I، ومساحة A، من المعادلة:
{\displaystyle \mathbf {m} =I\mathbf {A} }
حيث اتجاه m عمودي على المساحة في اتجاه يُحدد باستخدام التيار وقاعدة اليد اليمنى. وفقًا للوحدة الدولية لعزم ثنائي القطب المغناطيسي هو أمبير متر2. بشكل أكثر دقة، وكي نأخذ في الحسبان الملفات اللولبية ذات اللفات المتعددة تصبح وحدة عزم ثنائي القطب المغناطيسي أمبير- لفة متر2.
في نموذج غلبرت، يتسبب في عزم ثنائي القطب المغناطيسي شحنتان متساويتان متعاكستان مفصولتان عن بعضهما بمسافة d. في هذا النموذج، يشبه m عزم ثنائي القطب الكهربائي p الناتج عن شحنات كهربة:
{\displaystyle m=q_{m}d\,}
حيث qm هي «الشحنة المغناطيسية». وينطلق اتجاه عزم ثنائي القطب المغناطيسي من القطب الجنوبي السالب إلى القطب الشمالي الموجب لهذا المغناطيس الصغير.
القوة المغناطيسية التي يتسبب فيها المجال المغناطيسي غير المتجانس
تنجذب المغناطيسات على طول تدرج المجال المغناطيسي. أبسط مثال على ذلك هو تجاذب قطبيَن مختلفَين لمغناطيسَين. ينتج عن كل مغناطيس مجالًا مغناطيسيًا يزداد قوةً عند قطبيه. إذا ما تواجه قطبان متناقضان لمغناطيسَين منفصلين، ينجذب كلٌ من المغناطيسين إلى المجال المغناطيسي الأقوى بالقرب من قطب المغناطيس الآخر. أما إذا تواجه قطبان متشابهان فيتنافران من المجال المغناطيسي الأكبر.
يتنبأ نموذج غلبرت بصيغة رياضية صحيحة لهذه القوة وهي أسهل في الفهم نوعيًا. لأنه لو وُضع مغناطيس في مجال مغناطيسي متجانس، فإن كلا القطبَين سيشعران بنفس القوة المغناطيسية لكن في اتجاهَين مختلفين لأنهما يملكان شحنتين مغناطيسيتين مختلفتين. لكن عند وضع المغناطيس في مجال غير متجانس، كالذي ينتج عن مغناطيس آخر، سيشعر القطب المُعرض إلى مجال مغناطيسي أكبر بقوة كبيرة وستكون هناك قوة محصلة على المغناطيس. إذا كان المغناطيس بمحاذاة المجال المغناطيسي بما يتوافق مع مغناطيسَين مُوجهين في نفس الاتجاه بالقرب من الأقطاب، فإنها ستنجذب إلى المجال المغناطيسي الأكبر. أما إذا كانا بمحاذاة مضادة كما في حالة مغناطيسَين يواجهان بعضهما بقطبين متشابهين، فإن المغناطيس سيُبعد عن المنطقة ذات المجال المغناطيسي الأكبر.